# صحنه‌هایی از مبارزه طبقاتی در بورلی هیلز
صحنه‌هایی از مبارزه طبقاتی در بورلی هیلز (به انگلیسی: Scenes from the Class Struggle in Beverly Hills) فیلمی محصول سال ۱۹۸۹ و به کارگردانی پال بارتل است. در این فیلم بازیگرانی همچون جکلین بیسیت، ری شارکی، مری وارناف، رابرت بلتران، اد بیگلی. جی آر، والاس شاون، آرنتیا واکر، پال بارتل، پل مازورسکی، ربه‌کا شیفیر، برت آلیور، مایکل فاینستاین و فرانک ولکر ایفای نقش کرده‌اند.